# مسجد أبو بكر الملكي
مسجد أبو بكر الملكي هو مسجد فهغ الملكي، يقع المسجد في مدينة بيكان في اقليم فهغ في ماليزيا، وتشمل الميزات المثيرة للاهتمام في المسجد هي مسجد عبد الله أو المسجد الملكي القديم والضريح الملكي.

## قبور السلاطين
دفن في مقبرة المسجد العديد من السلاطين وأعضاء العائلة المالكة وهم :
- السلطان أبو بكر راية الدين مودزم شاه ابني سلطان عبد الله المعتصم بالله شاه توفي عام 1974.
- السلطانة تنكو امبوان.
- السلطانة فاطمة بيسار توفية عام 1988.
- السلطانة تنكو امبوان افزان توفية عام 1988.
- اسكندر أحمد شاه ابن تنكو عبد الله توفي عام 1990.
- داتو بوتري كامارياه ابن السلطان أبو بكر توفي عام 2006.